# 南湖公園 (長春市)

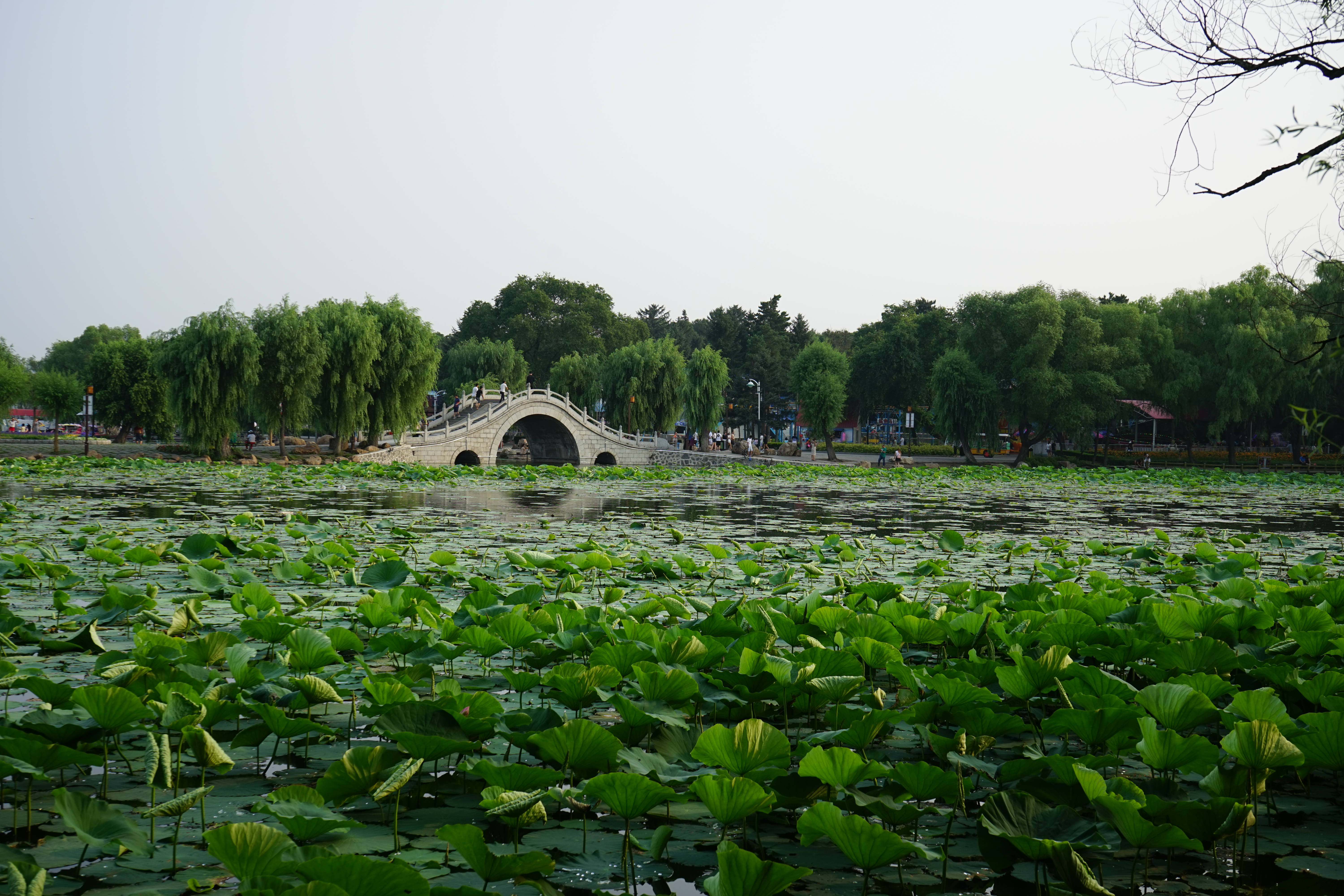
南湖公園の石橋

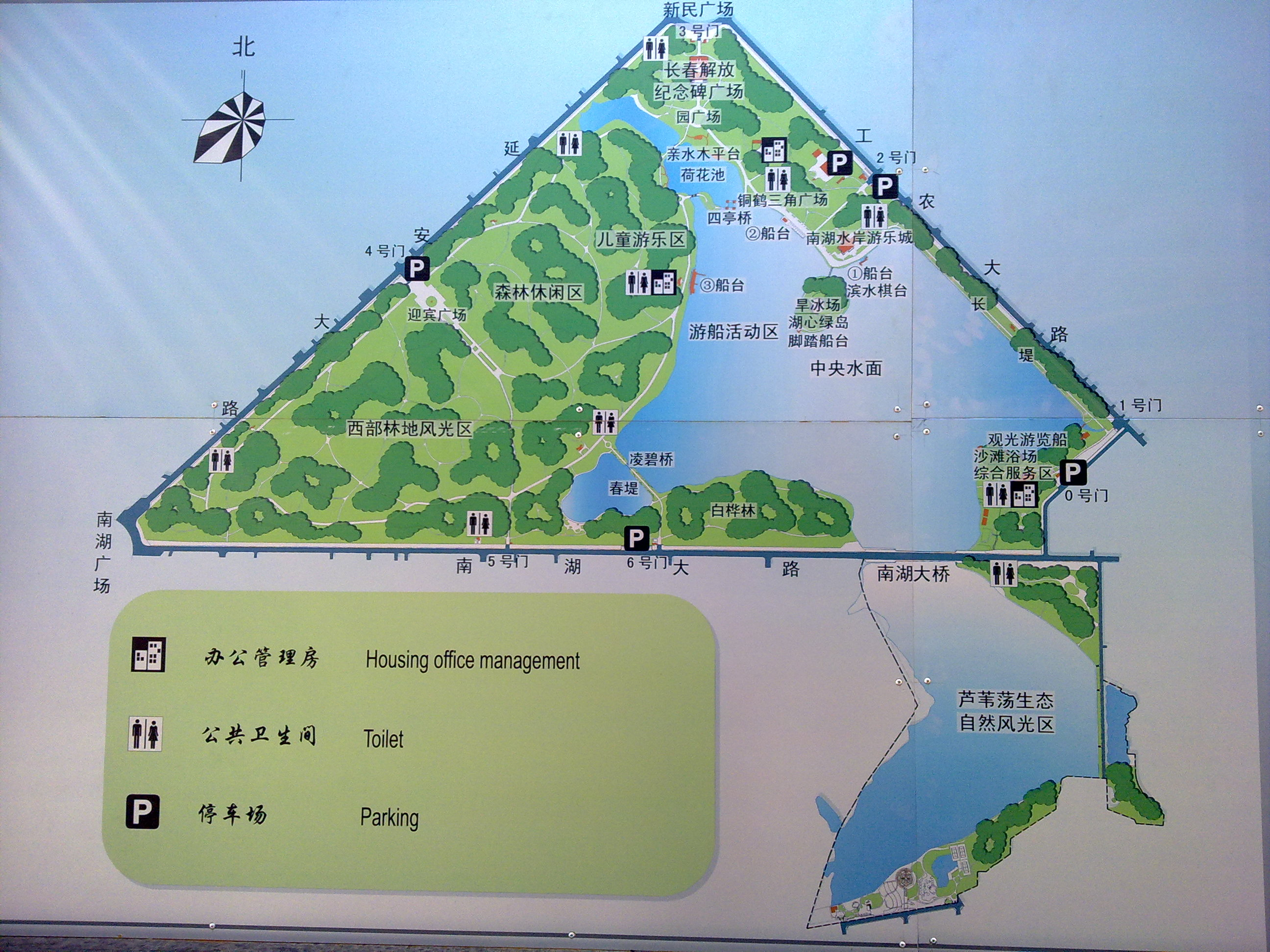
南湖公園の案内図

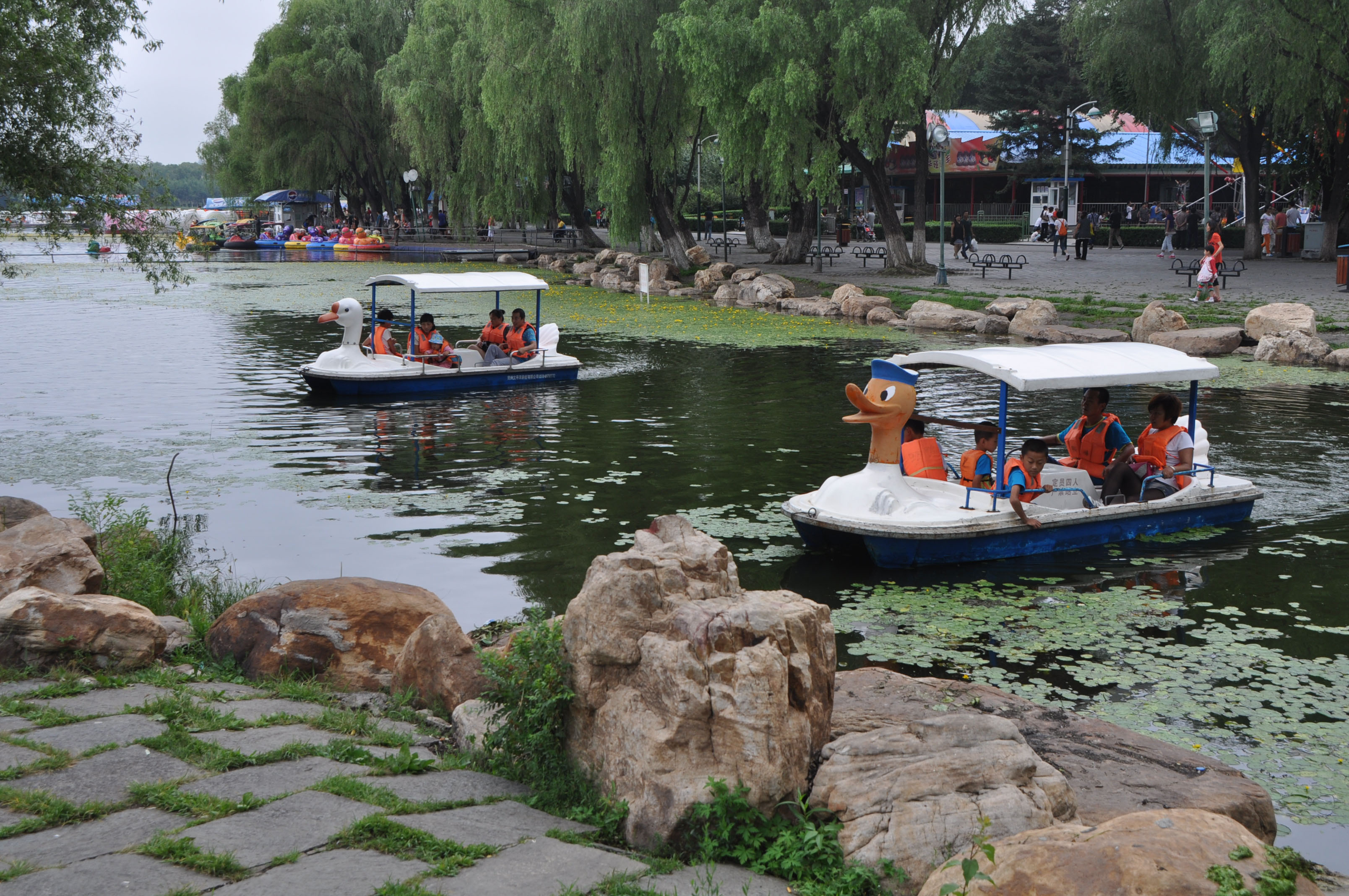
南湖公園でボート遊び

南湖公園（なんここうえん、中国語: 南湖公园）は、中国吉林省長春市朝陽区にある公園で、公園内の大きな池、南湖を中心としている。南湖公園は長春市の都市部で最大の公園で、公園の面積は222万平方メートル、湖の水面は92万平方メートルある。北京の頤和園に次ぐ、中国では2番目に大きな面積を持つ都市公園である。運営は、南湖公園管理事務所が当たっている。

## 短史
南湖が今の形になる前は、もともとは伊通河の支流である興隆溝の西、南、北に3つの流れがあり、南西には3つの湧水があり、噴出する水量は少なかったが流れは絶え間なかった。
満州国新首都庁は現在の新民大街の両側に満州国国務院などの中央政府建物「満州国国務院」などの建物（八大部）を建設予定し、1933年に大街の南端に広場（現在の新民広場）と公園を設置し、1937年7月にこの公園北東側の現在の公農路に沿って高さ10メートル、長さ800メートルのダムを建設し、水面が968,000平方メートル、貯水容量が250万立方メートルの人工貯水池「南湖」を作って、周りを整備した。
1946年、中華民国長春市政府はここを「南郊公園」と命名した。1949年に中華人民共和国成立後、「南湖公園」と改名されて、現在市民の憩いの場となっている。

## 参照項目
- 満州国
- 満州国国務院
- 八大部